# Pezón invertido
Un pezón invertido (a veces llamado pezón invaginado) es una condición en la que el pezón, en lugar de apuntar hacia afuera, se retrae hacia el seno. En algunos casos, el pezón sobresaldrá temporalmente si se estimula. Tanto las mujeres como los hombres pueden tener pezones invertidos.

## Causas

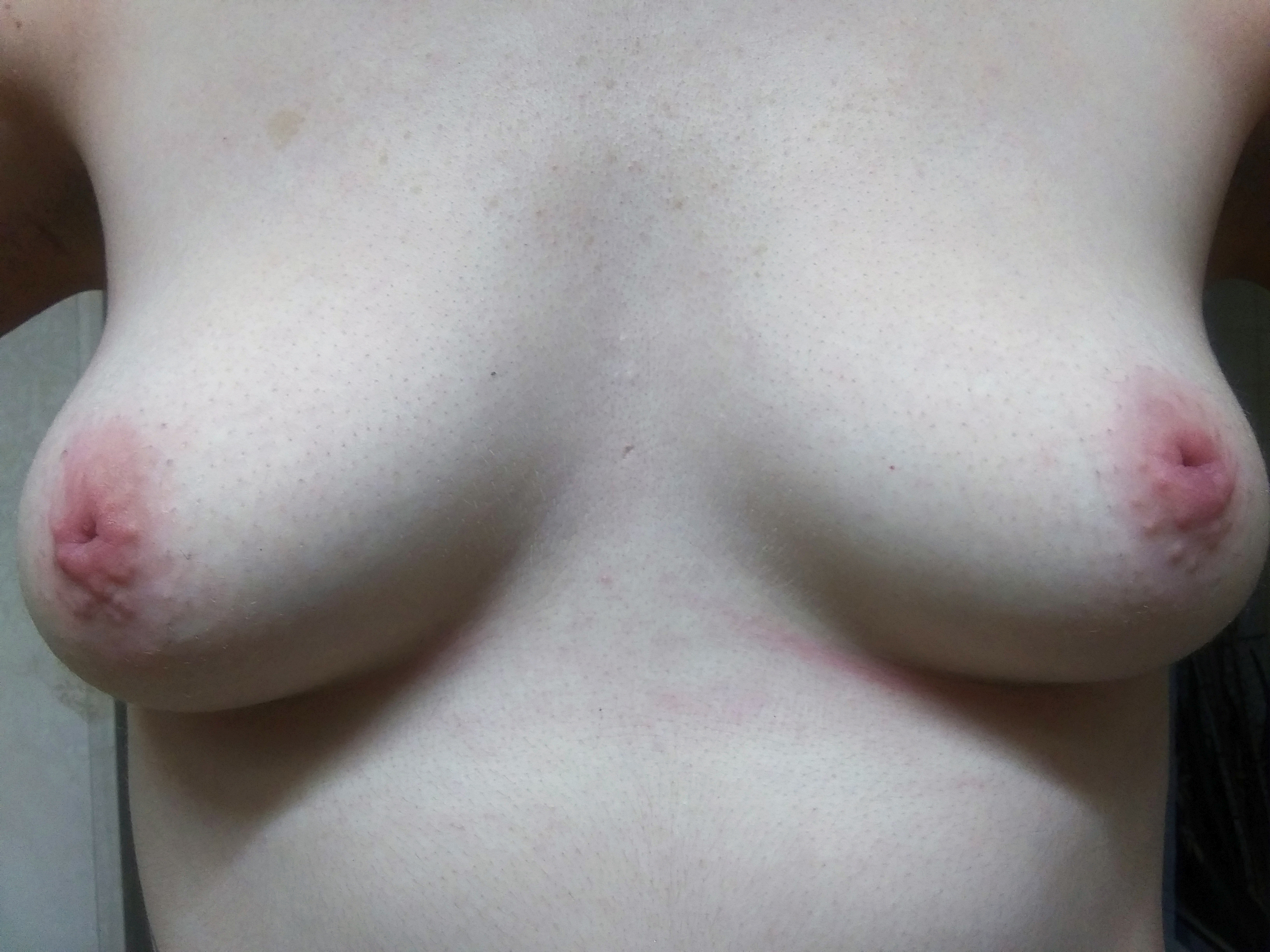

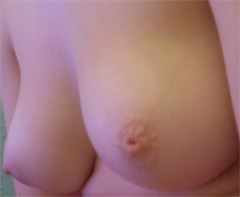

Las causas más comunes de inversión del pezón incluyen:
- Haber nacido con esta condición.
- Trauma que puede ser causado por afecciones como necrosis de grasa, cicatrices o como resultado de una cirugía.
- Ptosis mamaria, pechos flojos o caídos.
- Cáncer de mama.[1]
  - Carcinoma de mama.
  - Enfermedad de Paget.
  - Cáncer de mama inflamatorio.
- Infecciones o inflamaciones mamarias.
  - Ectasia del conducto mamario.
  - Absceso mamario.
  - Mastitis.
- Variante genética de la forma del pezón, como:
  - Síndrome de Weaver.
  - Trastorno congénito de la glicosilación tipo 1A y 1L.
  - Síndrome de Kennerknecht-Sorgo-Oberhoffer.
- Ginecomastia.
- Infecciones recurrentes.
- Tuberculosis.

Alrededor del 10-20% de todas las mujeres nacen con esta condición. Las variaciones más comunes del pezón con las que nacen las mujeres son causadas por conductos mamarios cortos o un esfínter del músculo areola ancho.
Los pezones invertidos también pueden ocurrir después de una pérdida de peso importante y repentina.

## Grados
Los tres grados de pezones invertidos se definen en función de la facilidad con la que se puede prolongar el pezón y el grado de fibrosis existente en la mama, así como el daño que ha causado en los conductos mamarios.
El grado 1 del pezón invertido se refiere a los pezones que se pueden sacar fácilmente presionando con los dedos alrededor de la areola. Este tipo de pezón se mantiene proyectado y rara vez se retrae. Además, los pezones invertidos de grado 1 pueden aparecer ocasionalmente sin manipulación o presión. Los conductos mamarios generalmente no se ven comprometidos y es posible amamantar. Estos son "pezones tímidos". Se cree que este pezón presenta una fibrosis mínima o nula. No hay deficiencia de tejidos blandos del pezón. El conducto lactífero debe ser normal sin retracción alguna. 
El pezón invertido de grado 2 es el pezón que se puede sacar –aunque no tan fácilmente como el grado 1– pero que se retrae después de que se libera la presión. Generalmente, es posible amamantar, aunque es más probable que sea difícil lograr que el bebé se prenda cómodamente durante las primeras semanas después del nacimiento; puede ser necesaria ayuda adicional. Los pezones de grado 2 tienen un grado moderado de fibrosis. Los conductos lactíferos se retraen levemente, pero no es necesario cortarlos para la liberación de la fibrosis. En un examen histológico, estos pezones muestran estromas ricos en colágeno con numerosos haces de músculo liso.
El pezón invertido de grado 3 es un pezón muy invertido y retraído que rara vez se puede sacar físicamente y que requiere una cirugía prolongada. Los conductos lácteos a menudo están constreñidos y la lactancia materna es difícil, pero no necesariamente imposible. Con una buena preparación y ayuda, los bebés a menudo pueden beber del pecho y la producción de leche no se ve afectada; después de amamantar, los pezones a menudo están menos invertidos o ya no están invertidos. Las mujeres con pezones invertidos de grado 3 también pueden sufrir infecciones, erupciones cutáneas o problemas con la higiene de éstos. La fibrosis es notable y los conductos lactíferos son cortos y muy retraídos. La mayor parte del tejido blando es notablemente insuficiente en el pezón. Histológicamente, se observan unidades lobulillares del conducto terminal atróficas y fibrosis severa.

## Embarazo y lactancia
Las personas con pezones invertidos pueden encontrar que sus pezones salen hacia afuera temporal o permanentemente durante el embarazo, o como resultado de la lactancia. La mayoría de las mujeres con pezones invertidos que dan a luz pueden amamantar sin complicaciones, pero las madres sin experiencia inicialmente pueden experimentar un dolor más alto que el promedio cuando intentan amamantar. Cuando una madre usa una técnica de lactancia adecuada, el bebé se adhiere a la areola, no al pezón, por lo que las mujeres con pezones invertidos pueden amamantar sin ningún problema. Un bebé que se prende bien puede ser capaz de derramar un pezón invertido. El uso de un sacaleches u otro dispositivo de succión inmediatamente antes de amamantar puede ayudar a sacar hacia afuera a un pezón invertido. Se puede usar una bomba eléctrica de grado hospitalario para este propósito. Algunas mujeres también encuentran que usar un protector de pezón puede ayudar a facilitar la lactancia. La estimulación frecuente, como las relaciones sexuales y los juegos previos (como chupar el pezón) también ayuda a que el pezón se alargue.

## Perforación
Otro método para prolongar los pezones invertidos es perforar el pezón. Este método solo será eficaz si el pezón puede prolongarse temporalmente. Si se perfora cuando está prolongado, el piercing puede evitar que el pezón vuelva a su estado invertido. El éxito de ambos métodos, desde el punto de vista cosmético, es variado.[cita requerida] La perforación puede corregir el tejido conectivo demasiado tenso para permitir que el pezón se separe del tejido conectivo subyacente y recupere una apariencia más típica.

## Otros métodos de corrección
Otras estrategias para prolongar los pezones invertidos incluyen estimular regularmente los pezones para prolongarlos, en un intento de aflojar gradualmente el tejido del pezón. Algunos juguetes sexuales diseñados para la estimulación de los pezones, como las ventosas o las pinzas, pueden hacer que los pezones invertidos se alarguen o permanezcan alargados más tiempo. Algunos dispositivos especiales están diseñados específicamente para alargar pezones invertidos, o se puede construir un prolongador de pezones casero con una jeringa desechable de 10 ml.[cita requerida] Estos métodos se utilizan a menudo en preparación para la lactancia, lo que a veces puede hacer que los pezones invertidos se alarguen permanentemente.
Dos métodos que ahora se desaconsejan son las conchas de pecho y la técnica de Hoffman. Se pueden usar conchas mamarias para aplicar una presión suave y constante sobre la areola para tratar de romper cualquier adherencia debajo de la piel que impida que el pezón se salga. Las conchas se llevan dentro del sujetador. La técnica de Hoffman es un ejercicio de estiramiento del pezón que puede ayudar a aflojar las adherencias en la base del pezón cuando se realiza varias veces al día. Aunque ambas técnicas se promueven mucho, un estudio de 1992 encontró que las conchas y la técnica de Hoffman no solo no promueven una lactancia materna más exitosa, sino que también pueden interrumpirla.